# Soccer Kid
Soccer Kid är ett plattformsspel skapat av och utgivet 1993 till Commodore Amiga, SNES, och and 3DO. I USA utgavs spelet under titeln The Adventures of Kid Kleets. Spelet återutgavs till Game Boy Advance den 30 september 2002 och till Playstation den 13 december 2003.

## Handling
En utomjording har anlänt till Jorden, och stulit VM-pokalen i fotboll, och turneringen riskerar att ställas in. Spelets huvudfigur, Soccer Kid, är fotbollsintresserad, och ger sig av för att återta pokalen. Banorna utspelar sig i USA, Ryssland, England, Italien och Japan, och för att besegra fienderna använder man sig av en fotboll, som man sparkar på dem.

### Fotnoter
1. ↑  ”Synopsis” (på engelska). Allgame. Arkiverad från originalet den 16 november 2014. https://web.archive.org/web/20141116053019/http://www.allgame.com/game.php?id=2410&tab=overview. Läst 1 maj 2014.